# Kristina Prkačin
Kristina Prkačin, född 21 oktober 1997 i Dubrovnik, är en kroatisk handbollsspelare som spelar för RK Lokomotiva Zagreb. Hon har även representerat Kroatiens landslag.

## Klubbkarriär
Prkačin tränade simning, gymnastik, volleyboll och friidrott som ung och började spela handboll först som 15-åring i ŽRK Dubrovnik. Efter tre år i klubben flyttade hon till ŽRK Trešnjevka Zagreb. Prkačin gjorde 54 mål på 19 matcher för Trešnjevka under säsongen 2015/2016. Därefter gick hon under 2016 till ligakonkurrenten RK Lokomotiva Zagreb. Med Lokomotiva vann Prkačin EHF Challenge Cup 2017 och kroatiska cupen 2018.

## Landslagskarriär
Prkačin var en del av det kroatiska juniorlandslaget som slutade på 8:e plats vid U20-VM 2016 i Ryssland.
Hon var en del av Kroatiens landslag som slutade på sista plats vid EM 2018. Två år senare, vid EM 2020 i Danmark, gick det desto bättre för Kroatien och Prkačin som tog brons. Hon gjorde ett mål i turneringen.